# Budrea
Budrea – wieś w Rumunii, w okręgu Buzău, w gminie Racovițeni. W 2011 roku liczyła 264 mieszkańców.